# 謝里敦 (堪薩斯州)
謝里敦（英語：Sheridan）是位於美國堪薩斯州謝里敦縣的一個鬼鎮。

## 歷史
謝里敦的郵政局於1876年設立，直到1888年結束營運。

## 地理
謝里敦所處的海拔為高於海平面836米（即2743英呎），而該地所採用的時區為UTC-6，即北美中部時區（CST）。同時該地設有夏令時間，為UTC-6調快一小時，即UTC-5（CDT）。